# 斯坦福法学院

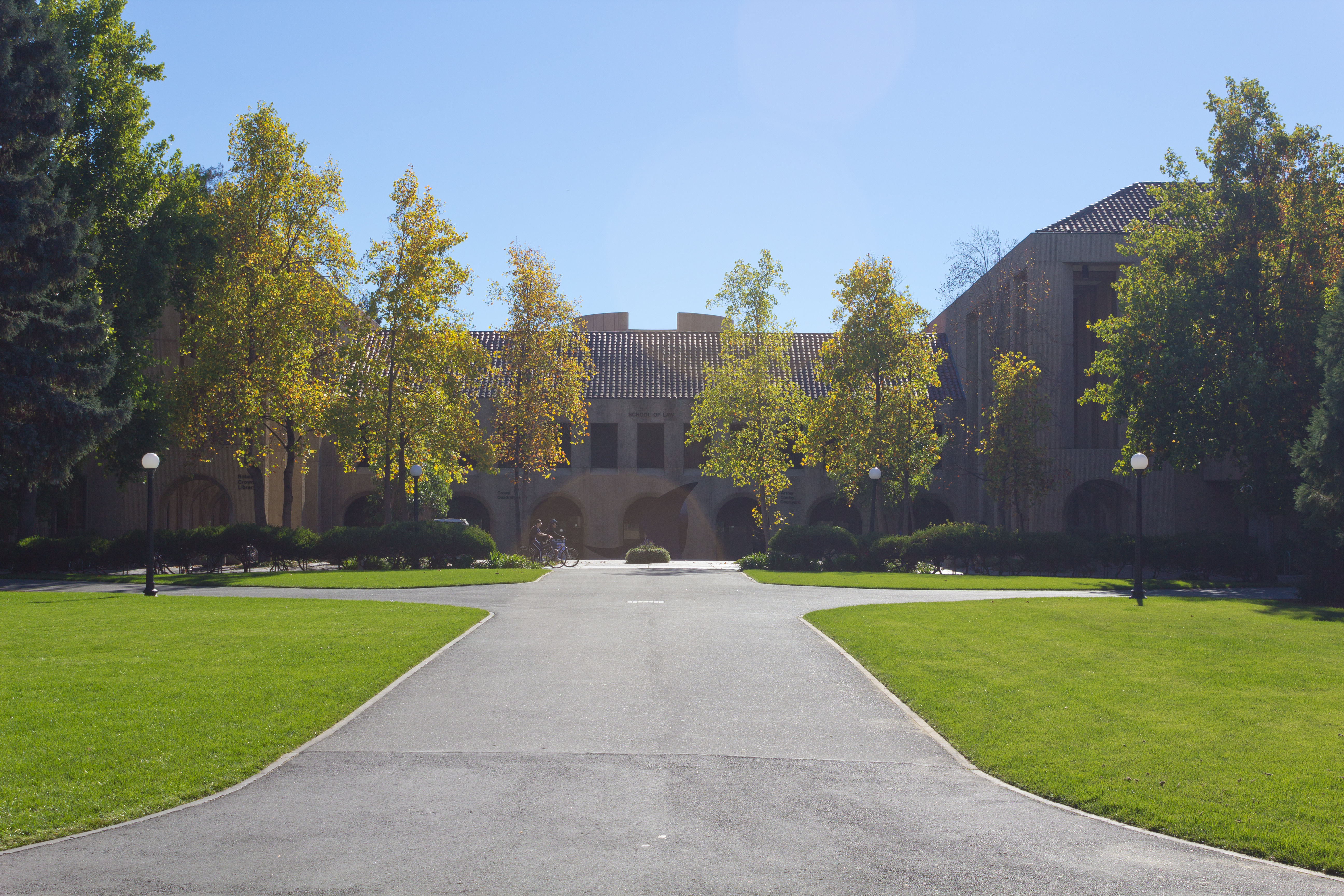
法学院

斯坦福法学院（Stanford Law School）是1893年起在美国加州斯坦福创设的法学院，附属于史丹佛大学。该学院在《美国新闻与世界报道》的2024年法学院排名里被评为并列第1名。跟该排名其余学院相比，该学院的学生人数是最少的，每个年级只有170个人。